# Mario Kunasek
Mario Kunasek (Graz, 1976. június 29. –) osztrák politikus, Ausztria védelmi minisztere volt.

## Életpályája
2008 és 2015 között az Osztrák szövetségi parlament (Nationalrat) képviselője volt.